# Goksung - La presenza del diavolo
Goksung - La presenza del diavolo (곡성?, GokseongLR, anche noto come The Wailing) è un film sudcoreano del 2016, diretto da Na Hong-jin.
Sin dalla sua uscita in Corea, il film ha riscosso successo sia tra la critica sia tra i fan dell'horror, per via dell'insolita struttura narrativa e della commistione di molti elementi cari al genere, come esorcismi, contagi, demoni, zombi e spiriti maligni.

## Trama
Nel villaggio di Goksung, in Corea del Sud, si stanno verificando alcuni casi di omicidio piuttosto violenti. È opinione comune all'interno del villaggio, che a causare tali disgrazie sia stato un uomo giapponese da poco arrivato in paese, a cui alcuni attribuiscono addirittura poteri maligni e sovrannaturali. Ad indagare è Jong-goo, un ufficiale della polizia locale. Nel frattempo accadono altri incredibili e inquietanti incidenti, come lo svilupparsi di una grave malattia contagiosa e soprattutto si presenta un caso di possessione demoniaca, ai danni proprio della figlia del poliziotto. Jong-goo scoprirà, a sue spese, che la causa di tutte queste disgrazie è davvero un'entità maligna.

## Distribuzione
Presentato fuori concorso al Festival di Cannes 2016, è stato presente nella sezione After Hours del 34° Torino Film Festival.

## Accoglienza
Il film ha ottenuto un rating di 8,1 su 10 sul sito Metacritic, di 8,0 su 10 su Rotten Tomatoes.

## Remake
Pochi mesi dopo l'uscita del film, è stato annunciato da Ridley Scott, per conto della Scott Free Productions, l'intenzione di acquistarne i diritti per poterne fare un remake.